# Джонатан Ливингстон (группа)
«Джонатан Ливингстон» — советская музыкальная группа, была создана бывшим участником группы «Россияне» Игорем Голубевым.

## История

### Первый состав ансамбля
Группа «Джонатан Ливингстон» была создана бывшим участником группы «Россияне» Игорем Голубевым. Голубев к тому моменту был известен как администратор Ленконцерта, ударник в ВИА и джазовых составах и один из инициаторов создания прообраза рок-клуба в 1979 году. С осени 1976, когда Голубев устроился в ДК Связи, где начал занятия ритмом с компанией музыкантов, начинается предыстория «Джонатана Ливингстона». Поначалу группа не имела ни названия, ни программы, ни ясной концепции, ни стабильного состава, через который прошло десятка полтора музыкантов, в числе которых были Александр Ляпин, Юрий Ражев, Владимир Грищенко, Юрий Ерёменко, Алик Азаров, Евгений Жданов и т. д.
25 сентября 1979 в Клубе моряков по традиции состоялось открытие концертного сезона в Ленинграде. Играли «Земляне» и группа Голубева, которая в этот вечер была впервые объявлена как «Джонатан Ливингстон». Эта версия группы, однако, оказалась скоротечной. В том же сентябре Жданова позвали в «Аргонавты», а в декабре разбежались и остальные музыканты. На следующие четыре месяца Игорь Голубев стал барабанщиком «Россиян».
В апреле 1980 «Россияне» пересеклись с группой «Гольфстрим», гитаристом и певцом которой был Сергей Александров. Ему оказалась близка голубевская концепция ритма, и через несколько дней они уже начали репетировать вместе в Доме Культуры имени Цюрупы, прослушивая кандидатов в обновлённый «Джонатан Ливингстон». К маю состав был сформирован: в него вошли певица Ольга Домущу, обладательница интересного голоса с фолковыми интонациями и джазовой техникой, а также бас-гитарист Владимир Грищенко, который играл с Голубевым в 1978 и 1979 — он был студентом муз. училища и до этого играл в «Гольфстриме» и с джазовым комбо Анатолия Вапирова. Его жена Диана стала клавишницей.
Под названием «Джонатан Ливингстон» группа участвовала в первом и втором рок-фестивалях в 1983 и 1984 годах. На первом фестивале была отмечена вокалистка «Джонатана» Ольга Домущу «за артистизм и вокальное мастерство», в остальном эксперименты группы с ритмом и пластикой остались без внимания, хотя группа продолжала числиться в рядах рок-клуба.

## Название группы
Своё название группа позаимствовала у философской притчи-повести американского лётчика и писателя Ричарда Баха — «Чайка по имени Джонатан Ливингстон». В 1973 книга была экранизирована, а песни из фильма в исполнении Нила Даймонда стали хитами во всём мире.

## Первый рок-фестиваль
В мае 1983 «Джонатан Ливингстон» принял участие в I фестивале Рок-клуба. Все музыканты во время исполнения песен по-шамански раскачивались в такт музыке (в этом заключался основной приём обучения ритмической пластике по-голубевски). Более существенной проблемой стал репертуар: Голубев явно не был автором музыки. Что-то сочинял Александров, однако, в общем, их программа была набором полуимпровизационных инструменталов, кавер-версий рок-классики и собственных номеров. Голубев считал, что материал не важен — важна лишь его правильная подача.
На этом этапе — помимо базового трио — в группу входили Алексей Никонов, клавишные, труба, Павел Запольский, гитара, бас, Юрий Большаков, бас, а также клавишник Игорь Тимохин, который играл у Голубева ещё в конце 1970-х. С приходом осени к ним присоединился гитарист и певец Александр Царовцев: он начинал, играя фолк-рок в «Акварели» и «Яблоке», вступил в Рок-клуб соло и играл на его I Фестивале со своей группой «Пилигрим», которая вскоре после этого распалась. Царовцев отыграл с группой ровно год.

## Второй рок-фестиваль
Ко времени II Фестиваля Рок-клуба (май 1984) в ряды Джонатана Ливингстона входили Голубев, Александров, Домущу плюс Виктор Ильин, бас, Павел Попов, клавишные, и Владимир Жильцов, клавишные, вокал. Они играли «Rock Around The Clock» Билла Хэйли, программный инструментал «Полёт Чайки», несколько своих песен («Странная планета», «Песнь о верблюде», блюз-рок «Баллада о сильных и слабых»), но самым интересным номером программы стали «Турецкие напевы» — парафраз народных песен на гагаузском языке в исполнении Ольги Домущу (она была родом из Молдавии).
Оба клавишника в группе не задержались — их сменил Юрий Васильев — а Ильин отыграл в ней почти три года. Коллектив работал в ДК завода «Красный Выборжец», на фестивалях Рок-клуба больше не выступал и продолжал менять состав. В июне 1985 на место Васильева был взят гитарист Александр «Оша» Ошибченко. Тогда же из группы ушла Домущу, и в августе к ней на пару месяцев присоединился певец Валерий Горшеничев, но его той же осенью пригласили в «Союз». В начале 1987 Ильина сменил Михаил «Дубов» Виноградов (экс-«Тяжёлые бомбардировщики», «НЧ-ВЧ», «КСК»), а гитаристом после Ошибченко стал Андрей Козлов из группы «Мост», тоже недолго состоявшей в Рок-клубе. В мае 1987 группа распалась.

## Школа ритма
После распада «Джонатана Ливингстона» Голубев покинул сцену и создал на базе Рок-клуба свою лабораторию ритма «Свинг», которая пробовала обучать синтезу музыки и пластики всех желающих (из неё вышло немало музыкантов, в том числе нынешние участники группы «Реггистан»). Игорь Голубев после «Джонатана Ливингстона» возглавлял группу «Фатум». 24 июля 1996 года Игорь Голубев умер от инсульта. Записей группы этого периода не сохранилось.

## Особенности творчества
В музыкальном отношении группа стояла особняком, избегая экспериментов и популярного в то время метода художественной провокации. «Джонатан Ливингстон» был не столько группой, сколько практикумом по освоению основ ритмики по методу её лидера Игоря Голубева.

## Второй состав ансамбля и Школа ритма сегодня
«Школа ритма», созданная Голубевым, не смогла открыться вновь после его смерти. В 2001 году лидер группы «Бродячий оркестр Пантина» Дмитрий Пантин и гитарист возрождённой группы «Джонатан Ливингстон» Сергей Александров начали проводить уроки ритма по системе Игоря Голубева.